# Plataci
Plàtaci (pronuncia Plàtaci, IPA: [ˈplataʧi]; Pllatëni in arbëresh, Pràtaci in calabrese, Platàki e Platàni in greco bizantino) è un comune italiano di 644 abitanti della provincia di Cosenza in Calabria.
Plàtaci, il paese dei murales sul mondo arbëresh, è un borgo che si trova a un'altitudine di 930 metri s.l.m. e con superficie pari a 49,41 km². Gli abitanti sono di etnia arbëreshë, e conservano ancora l'antica lingua, i costumi tradizionali e il rito bizantino-greco.

## Storia
Plataci è un centro agricolo del versante orientale del Pollino, dominante la piana di Sibari e il mar Jonio. Anticamente villaggio di Cerchiara (Plattici e Plataci), il nome potrebbe essere derivato da platanià (πλατανιά, ossia bosco di platani in greco). Gli esuli albanesi si sarebbero insediati intorno al 1476 nel preesistente casale di Cerchiara che abbandonarono probabilmente in occasione del terremoto del 1456. Il paese fu prima casale del marchesato di Cerchiara e poi passò ai Pignatelli che lo tennero fino al 1806. Fa parte delle comunità italo-albanesi e anche se gli archivi sono stati bruciati in seguito ad un incendio sospetto all'interno del comune circa 100 anni fa, si sa che gli esuli albanesi si insediarono in pianta stabile e conservarono la loro cultura, sposandosi solo tra di loro; così per 500 anni si sono conservata la discendenza albanese senza miscelarsi.
Ultimamente, dagli anni 2000, i giovani cercano fortuna altrove e il paese si sta lentamente spopolando.

### Simboli
La descrizione dello stemma di Plataci, concesso con decreto del presidente della Repubblica del 16 luglio 1996, situato nella chiesa di S. Maria di Costantinopoli, è: 
Il gonfalone è un drappo  partito di verde e di giallo.

## Monumenti e luoghi d'interesse
La chiesa della Madonna di Costantinopoli, eretta all'inizio del XVII secolo da Martino Troiano, conserva un'antica statua del paese. Un'altra chiesa è quella dedicata a san Giovanni Battista, edificio di fondazione quattrocentesca con torre campanaria a pianta quadrata, sovrastata da tiburio ottagonale. L'interno è stato rifatto in periodo barocco e conserva statue processionali di legno.

## Società

### Evoluzione demografica
Abitanti censiti

## Cultura

### Tradizioni e folclore
Dal 5 al 21 agosto vi sono varie manifestazioni tradizionali e culturali: accensione di falò, giornate ecologiche con escursione al monte Sparviero a quota 1713 metri, mostre di pittura, scultura e antiquariato di artisti locali. Interessante il recupero del tradizionale corteo nuziale al suono della zampogna o dell'organetto con la vestizione dei costumi tipici albanesi di gaIa da parte dei parenti o amiche della sposa. Molto interessante, infatti, è il costume tradizionale arbëresh, indossato dalle donne. Particolare menzione merita la festa della Madonna di Costantinopoli o dell'Odigitria, che viene festeggiata in primavera, il martedì dopo le Pentecoste e il primo martedì di novembre, molto sentita tra la popolazione per significati non solo religiosi ma anche sociali e propiziatori. Il 24 giugno si festeggia San Giovanni Battista, santo patrono del paese. Suggestiva è la festa di San Rocco, con grande partecipazione della cittadinanza. L'attività culturale è attiva, interessante è anche il Festival dei Piccoli Cantori Arbëreshë (Festivalin i Këngëtarëvet të vegjël Arbëreshë), in cui si esibiscono canti tradizionali albanesi.

### Feste religiose e popolari
Le feste religiose principali, secondo il calendario e la liturgia greco-bizantina, sono:
- gennaio-febbraio, Commemorazione dei defunti secondo il rito Bizantino (Përkujtimi i vdekuravet sipas ritit Bizantin)
- maggio-giugno, domenica dopo Pentecoste: festa della Madonna di Costantinopoli (Të dielën pas Rrëshajës: festë e Shën Mërisë së Kostandinopolit)
- 24 giugno, festa di San Giovanni Battista, patrono di Plataci (festë e Shën Janjit Pagëzor, pajtori i Pllatënit)
- 20 agosto, festa di San Rocco (festë e Shën Rokut)
- 21 agosto, festa della Madonna del Monte (festë e Shën Mërisë Bregut)
- settembre, Prima domenica successiva al giorno 23: festa di San Giovanni Battista, patrono di Plataci (Të dielën pas ditës 23: festa e Shën Janjit Pagëzor, pajtori i Pllatënit)
- novembre, Prima domenica del mese: festa della Madonna di Costantinopoli (Të dielën e parë të muajit: festa e Shën Mërisë së Kostandinopolit)

Tra le altre feste quelle più popolari sono il Carnevale (Karnivalli) e Il primo marzo (e para marsit).
A Plataci c'è l'impropria usanza di festeggiare il carnevale fino alla prima domenica di Quaresima. Durante la festa per le vie del paese, mentre sfilano le maschere, s'intona una divertente filastrocca in lingua albanese. Nel primo giorno di marzo invece vige la credenza di scongiurare il perdurare del maltempo invernale con un rituale superstizioso, giacché a marzo inizia la primavera. Così l'ultimo giorno di febbraio, una comitiva di giovani strascina per le vie del paese una sfilza di lattine legate tra di loro, che fanno un gran rumore. Tale rumore, accompagnato dal grido corale in albanese: 

## Amministrazione
La carica di sindaco di Plataci è attualmente ricoperta da Pietro Giuseppe Stamati, esponente di una lista civica.
| Periodo    | Periodo     | Primo cittadino         | Partito                            | Carica  | Note  |
| ---------- | ----------- | ----------------------- | ---------------------------------- | ------- | ----- |
| 27/09/1984 | 25/06/1989  | Bellusci Martin         | Partito Socialista Italiano        | Sindaco |       |
| 25/06/1989 | 13/06/1994  | Stamati Prospero        | Partito Democratico della Sinistra | Sindaco |       |
| 13/06/1994 | 25/05/1998  | Brunetti Domenico       | Lista Civica                       | Sindaco |       |
| 25/05/1998 | 29/05/2007  | Stamati Prospero        | Partito Democratico della Sinistra | Sindaco | [ 6 ] |
| 29/05/2007 | 14/06/2022  | Tursi Francesco         | Lista Civica di centro-sinistra    | Sindaco | [ 7 ] |
| 14/06/2022 | "In carica" | Stamati Pietro Giuseppe | Lista Civica                       | Sindaco |       |

Fonte:https://amministratori.interno.gov.it/amministratori/ServletStoriaEnte3 Archiviato il 16 settembre 2018 in Internet Archive.

### Gemellaggi
- Gramsh, dal 2012;